# Antoine Allard
Pour les autres membres de la famille, voir Famille Allard.
 (septembre 2021).
Antoine Allard, né à Bruxelles le 16 décembre 1907 et mort dans la même ville le 18 juin 1981, est un peintre et pacifiste belge, cofondateur d'Oxfam Belgique.

## Biographie

### Jeunesse
Issu d'une famille de banquiers, second fils de Josse et Marie-Antoinette Calley Saint-Paul de Sinçay et petit-fils de Victor Allard, le baron Antoine Allard suit les cours de peinture d’Oswald Poreau. Ses études secondaires achevées au collège Saint-Michel à Bruxelles, il se conforme à la volonté paternelle et s’inscrit à la faculté d’économie Notre-Dame-de-la-Paix à Namur. Mais en 1928, refusant l’avenir de banquier auquel son père le destine, il quitte la Belgique. Son père accepte finalement sa vocation artistique et Antoine Allard peut alors partir pour l’atelier munichois du professeur Heyman. Sa vie entière fut rythmée par des grands voyages sur tous les continents.

### Mariage
En mai 1935, il épouse Elena Schott, championne olympique de ski alpin d’origine italienne. Le couple part en voyage de noces en Palestine. Leur fille unique, Astrid, photographe d'art née en 1936 et décédée en 2023, se mariera avec Alessandro Casana, fils du baron Renato Casana.

### Activités professionnelles
Lorsqu'en en 1939 son frère aîné Josse-Louis Allard meurt d'un cancer à 36 ans, Antoine Allard ne se dérobe pas à ses obligations familiales, qu'il pense toutefois pouvoir concilier avec son idéal humaniste. Il entre alors dans le conseil d'administration d'une trentaine de sociétés. Arrivé en 1940 au Congo pour s’occuper des huit entreprises coloniales au sein desquelles il succéde à son frère, il cherche aussi à améliorer le sort des indigènes. Mais lorsqu'en 1952, la Société continentale de Construction dont il est administrateur signe un contrat de construction d’aérodromes militaires, il quitte le conseil d'administration avec fracas et décide d’abandonner progressivement ses autres mandats, la pratique des affaires lui paraissant incompatible avec la lutte qu'il désirait poursuivre. Aussi procède-t-il en 1958 à la liquidation de la Banque Josse Allard.

### Stop War
Pendant la Seconde Guerre mondiale, bien que réformé par l'armée belge, Antoine Allard s'engage dans la force publique au Congo belge. C'est durant ce séjour qu'il est à l'origine d'un coup d'état avorté en faveur de Léopold III et placé en résidence surveillée dans sa propriété du Stanley Pool. Au grand soulagement des autorités coloniales, il finit par reprendre du service comme War Artist dans l'armée britannique et participe à la campagne d'Égypte. En 1945, alors qu'il est brancardier en Italie, il crée le mouvement pacifiste Stop War.
En 1936, sa participation au Congrès des Peuples à Genève et la fondation en Belgique d’un journal bilingue, Omroep, destiné à déjouer le séparatisme linguistique, témoigne déjà de son attachement à la paix. Devenu secrétaire des Fédéralistes mondiaux en 1946, il fonde les Commandos Non-violents de la Paix en 1948.
« Non violent aux passions violentes », il défend aussi le droit à l'objection de conscience, s’oppose au réarmement de l’Allemagne et à la Communauté Européenne de Défense et milite en faveur du pacifisme dans des organisations diverses, telles que l’Union belge pour la défense de la paix, l'Union fédérale ou le Conseil mondial de la paix (pro-soviétique) qu'il quitte en 1965 en raison de sa foi chrétienne.

### Pacem in TerrisetOxfam
Antoine Allard participe aux réunions Pacem in Terris en 1967 et en 1979.
Président du Belgian Committee for Promotion of International Trade en 1957, il crée en 1964 la section belge d'Oxfam qu'il préside jusqu'à sa mort, se mettant ainsi au service d’une économie plus respectueuse des petits producteurs du tiers monde. « Mon but n’est certainement pas de contribuer à la révolution mondiale, à la lutte des classes ou à un coup d’état par l’un ou l’autre régime. Mon but est de mettre la guerre hors la loi, d’offrir aux peuples la possibilité de se nourrir convenablement, de les aider à se relever et à vivre heureux ».

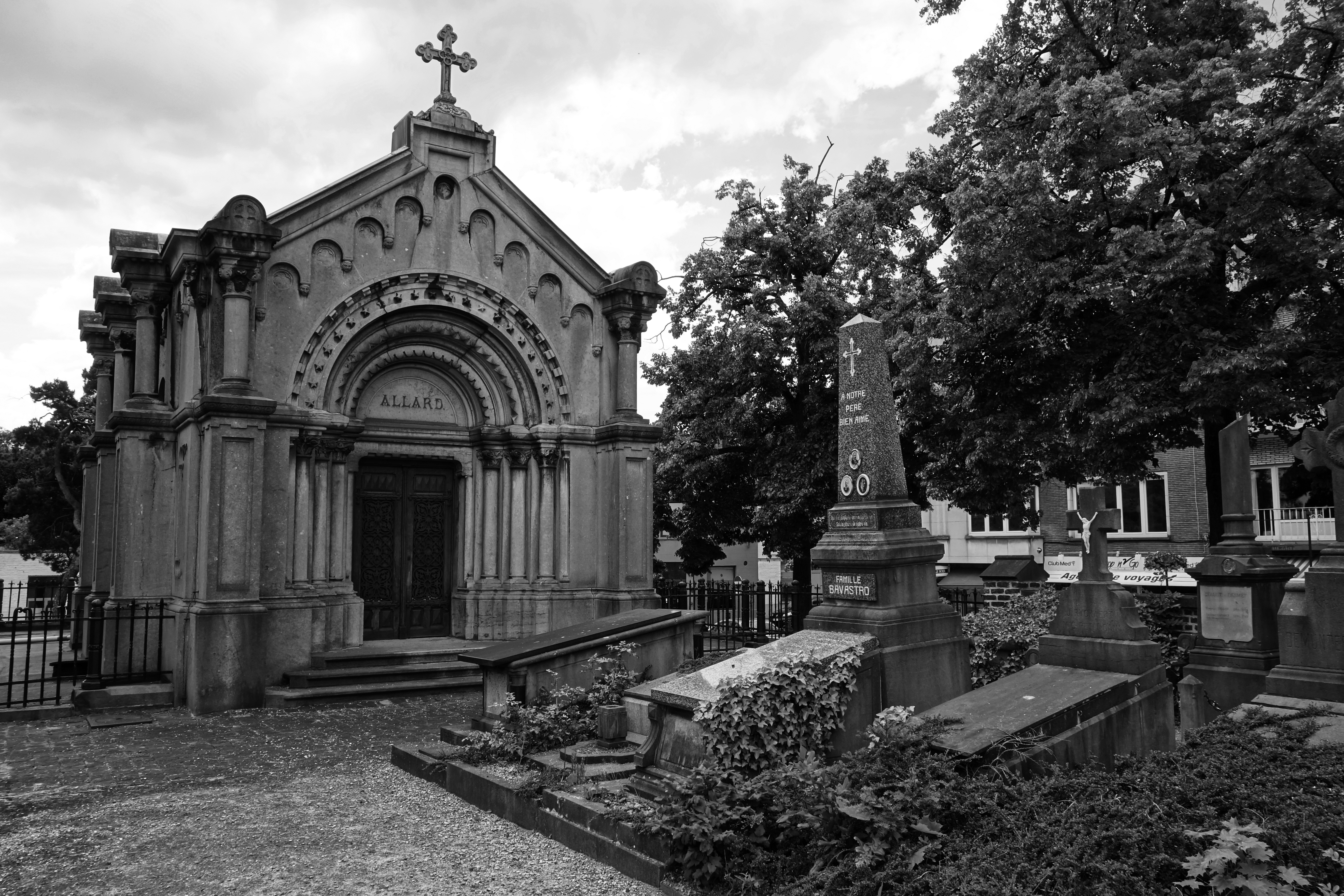
Le mausolée de la famille Allard à Uccle.

Ce personnage fascinant par plusieurs aspects, très intelligent avec une sorte de naïveté dans l'extrémisme, de gentillesse dans l’intransigeance politique, très doué dans l’art du dessin, et totalement désintéressé du monde matériel, aura eu une vie un peu à l’image de son épitaphe inscrite sur le mausolée Allard à Uccle : « Rebelle par amour ».
Le soir du 18 juin 1981, sortant de l’Assemblée générale d'Oxfam-Belgique, Antoine Allard tombe dans la rue. Ce soir-là, le président avait lancé son dernier appel : « Que les hommes qui aiment leurs enfants aiment aussi les enfants des autres et ne les bombardent pas ». Antoine Allard est enterré dans le mausolée familial au cimetière du Dieweg à Uccle. Le prix Dag Hammarskjold et le prix Sean McBride lui seront décernés à titre posthume.
Elena Allard, décidée à continuer l'œuvre de son mari après sa disparition, joua un rôle décisif dans l'association, au sein du conseil d’administration et surtout parmi les bénévoles. Cette mission lui donna la force de survivre plus de 20 ans à la disparition de son époux. Elle est morte en novembre 2001.

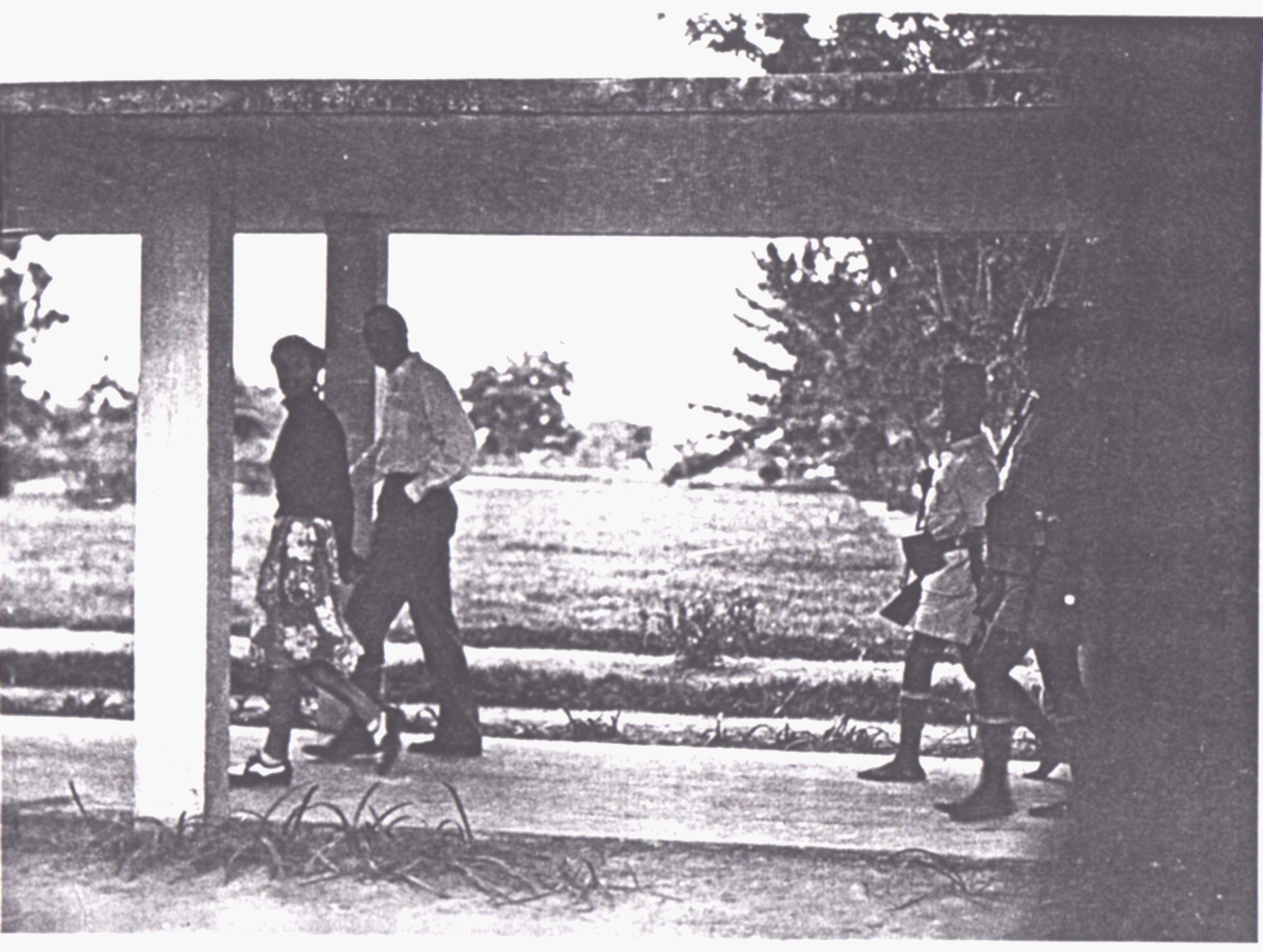
Antoine et Elena Allard en résidence surveillée à Léopoldville, durant la Seconde Guerre mondiale, à la suite du coup d'État manqué contre le gouverneur Ryckmans.
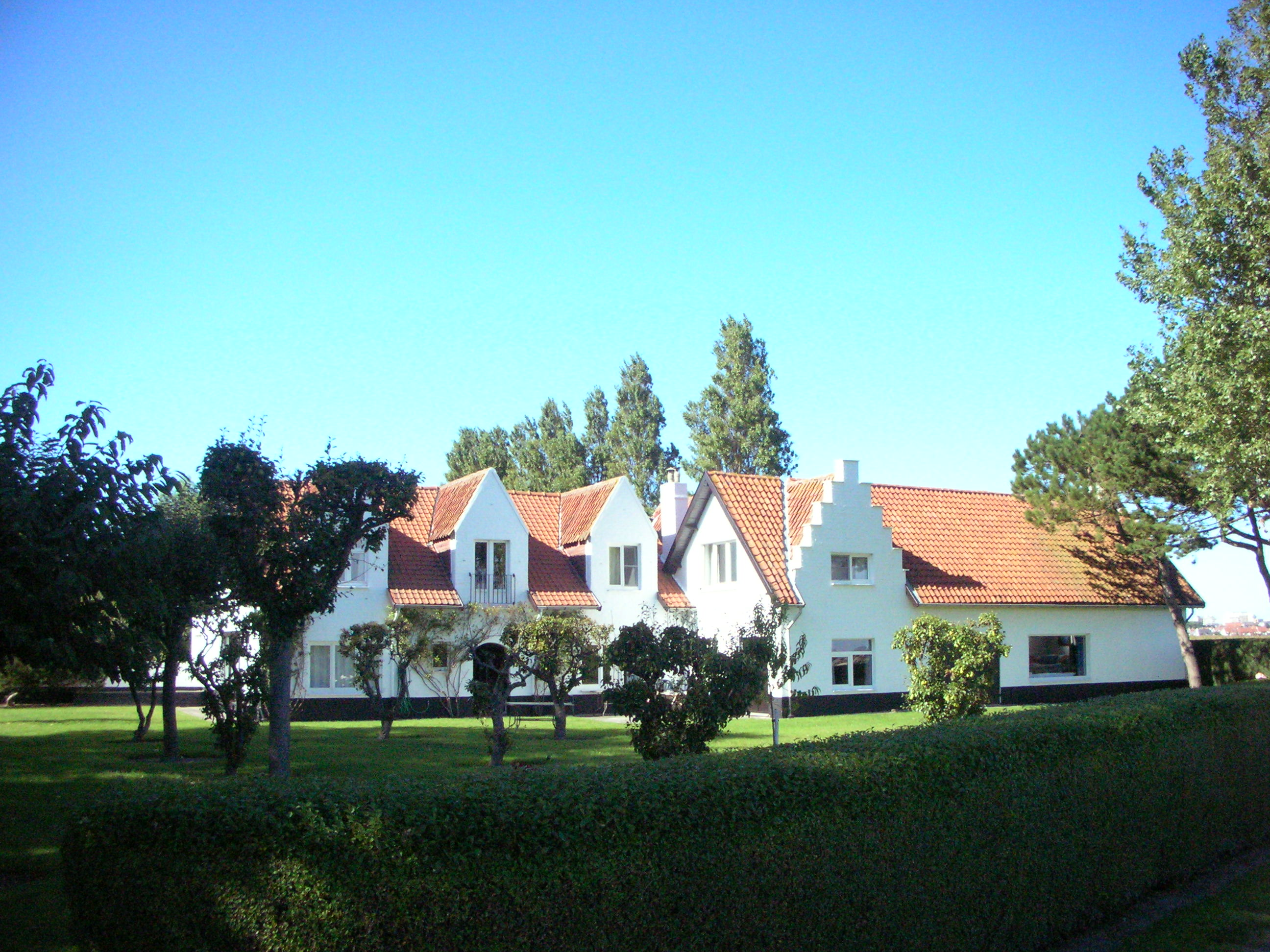
Le Regenboog, propriété d'Antoine Allard, Heist-sur-Mer, Belgique.
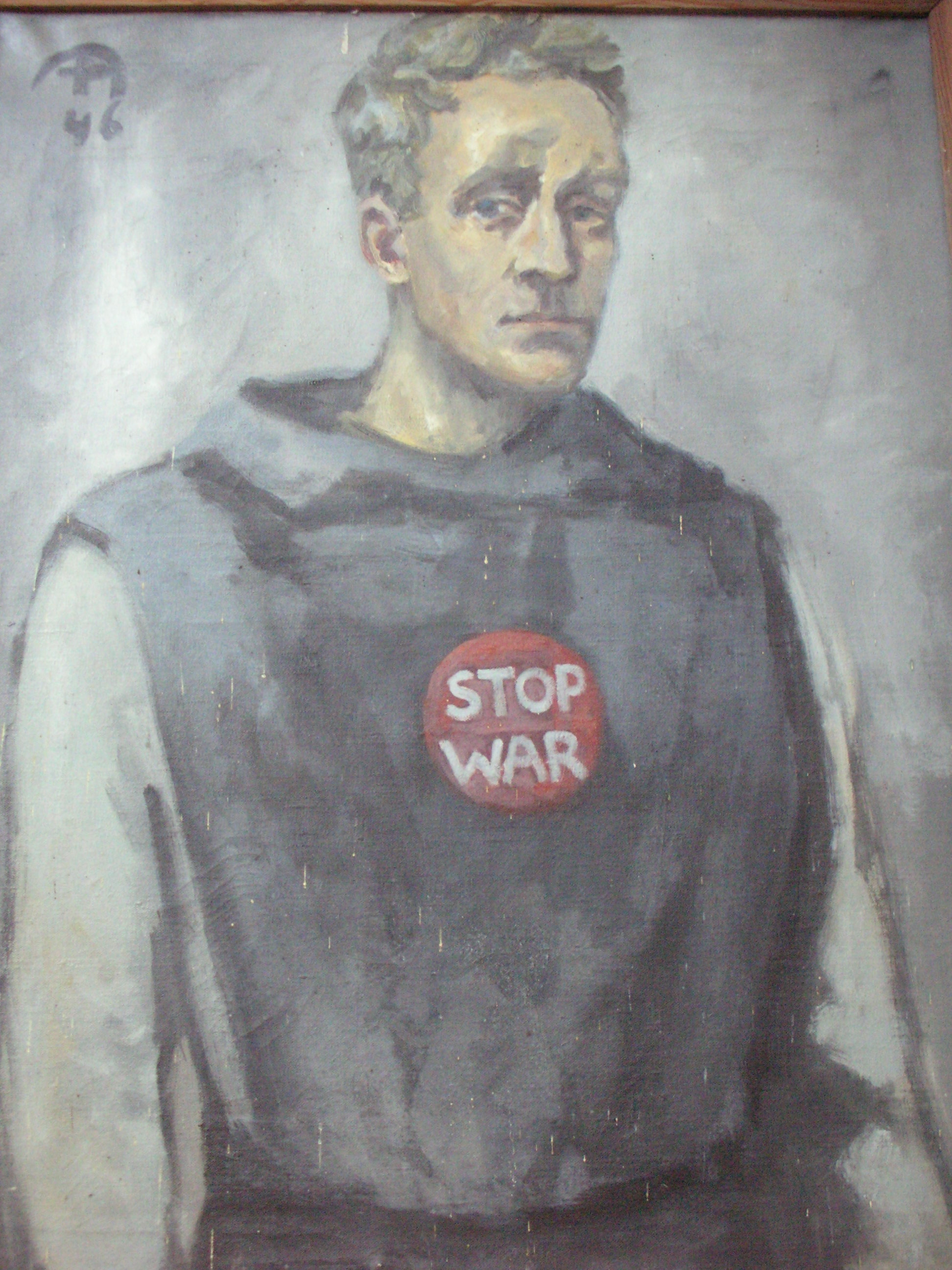
Antoine Allard, Autoportrait, 1946, Regenboog, Heist, Belgique.
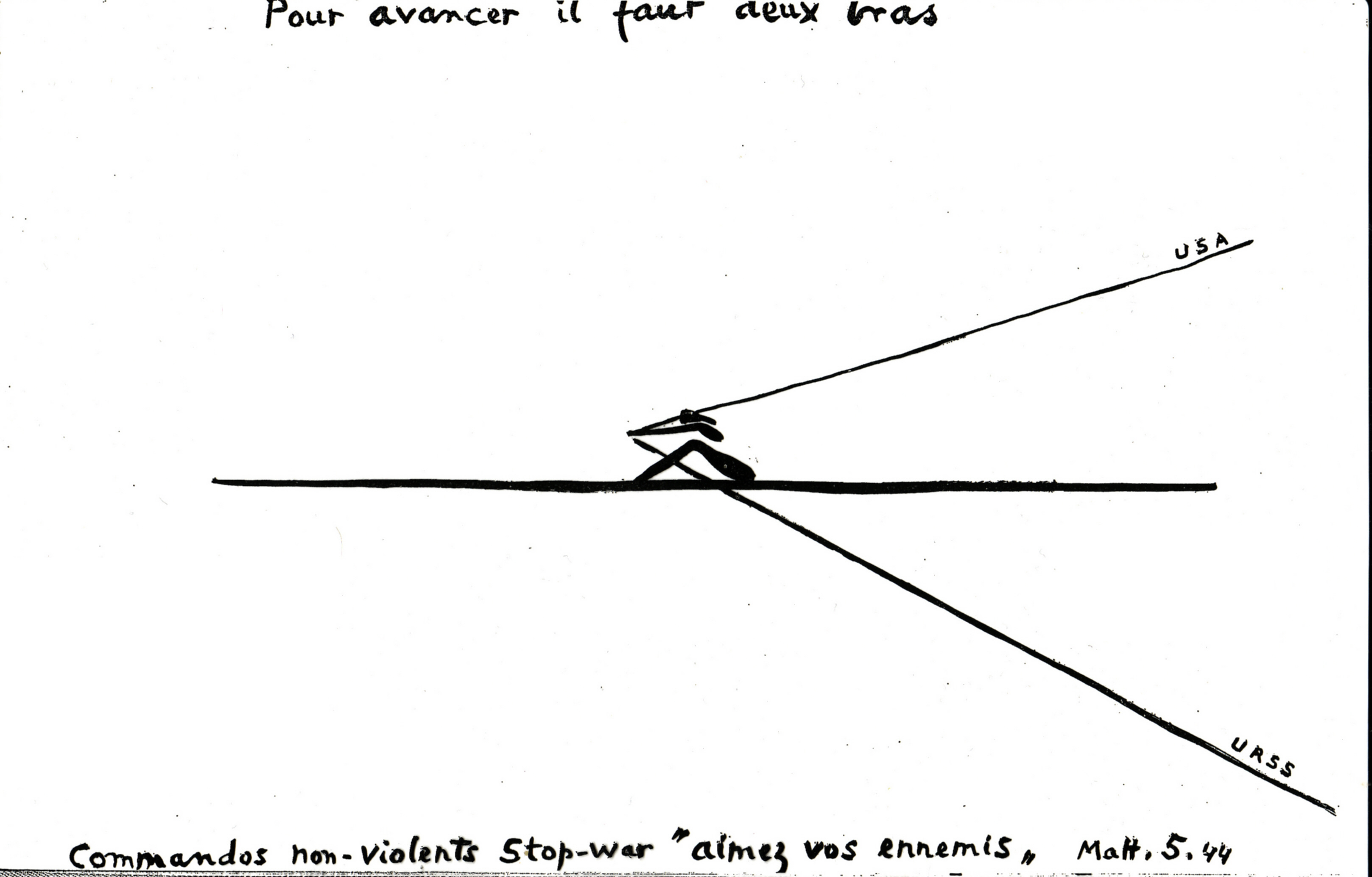
Relation Est-Ouest, carnet de croquis.
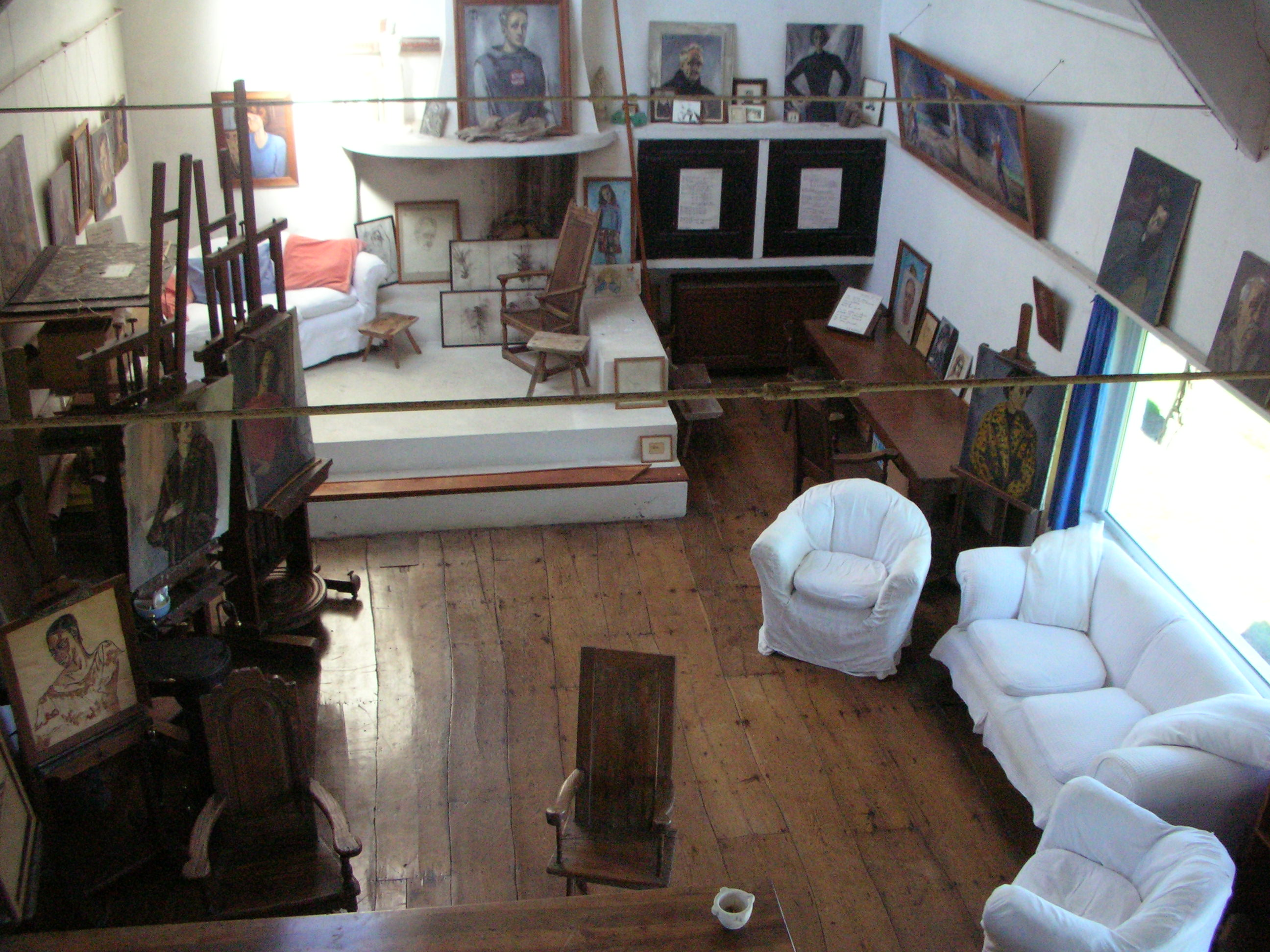
Atelier de peinture au Regenboog, à Heist, Belgique.
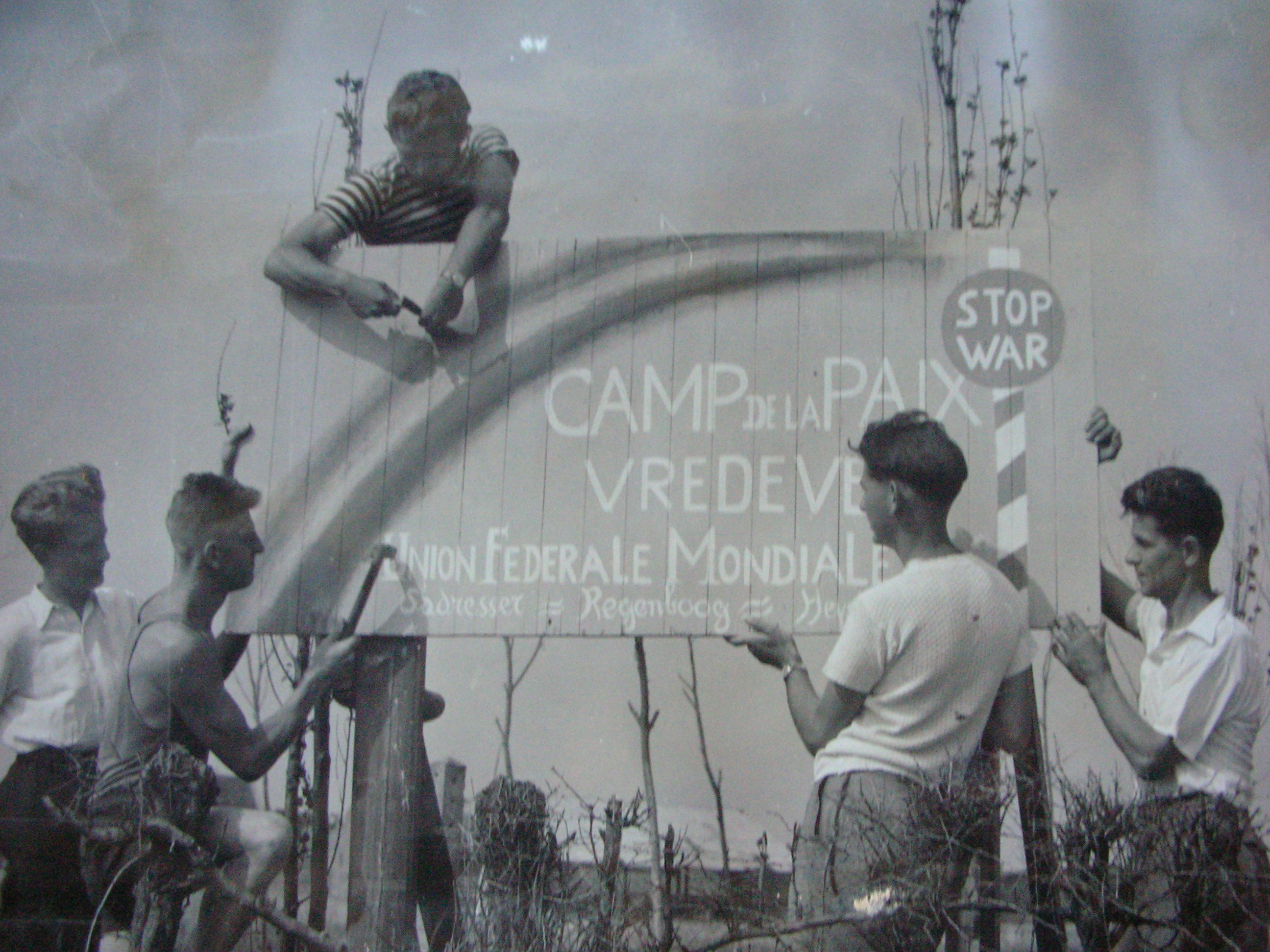
Camp de la Paix au Regenboog, 1947.
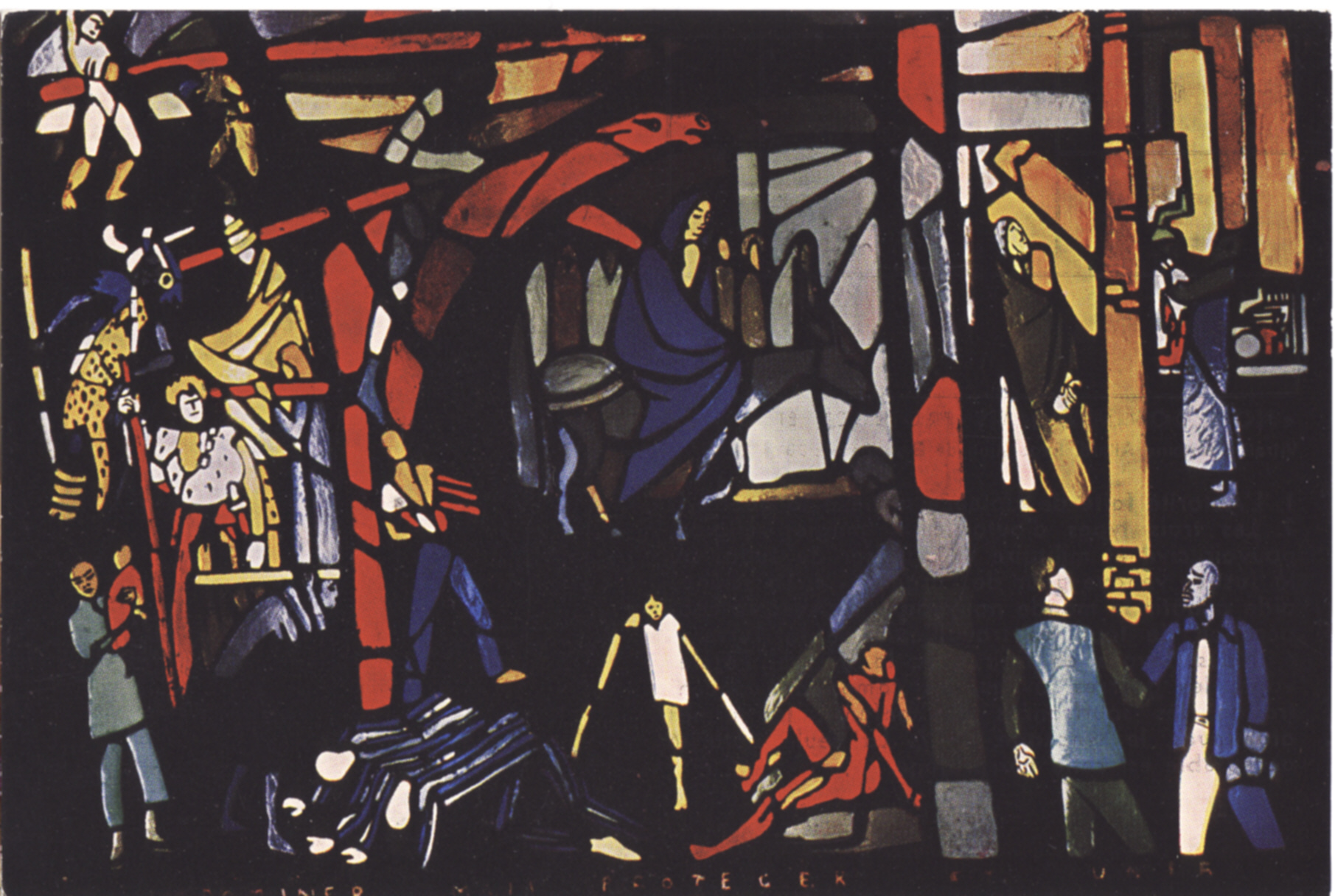
Vitrail créé pour l'Exposition universelle de 1958 de Bruxelles. Bruxelles, 1, rue Guimard[2].

## Publications
- Nous n'avons que 12 ans (1932).
- Demander pardon aux morts (1938).
- Révolution par amour (1948).
- Ferveur. Essai d'application pratique de la doctrine chrétienne à la politique (1960).
- Ouvrier, la Paix est dans tes Mains, Stop-War, Bruxelles (1969).
- Les Manteaux rouges, Stop-War, Bruxelles (1969).
- Tolstoï avait prévu Oradour et Mylaï (1971).
- Rebelle par amour (1974).
- Désobéir pour vivre (1975).
- Comment guérir de la maladie de tuer, Stop-War, Bruxelles (1980).
- Tue ou aide (1981), posthume.